# Église Saint-Martin-de-Vertou de L'Île-d'Olonne
Pour les articles homonymes, voir Église Saint-Martin-de-Vertou et Église Saint-Martin.
L’église Saint-Martin-de-Vertou est une église située à L'île d'Olonne, en Vendée.

## Localisation
L'église est située au centre du bourg sur la place de l'église.

## Histoire
Une première église est d'abord érigée au XIIe siècle avant d'y être remplacée par une nouvelle construction au XIIIe siècle.
Elle a été restaurée au XVIIe siècle pour son chœur et au XXe siècle pour la nef et son clocher pour lui donner son apparence actuelle.
Des travaux sont lancés en 2021 pour une durée de 2 ans pour la restauration de son clocher et de sa maçonnerie.

## Description

### Architecture et extérieurs
Cette église possède la particularité d'avoir un clocher visitable ouvert aux touristes pendant la période estivale. Le clocher donne un point de vue sur les marais de l'île d'Olonne et le reste du village.